# Raden Saleh

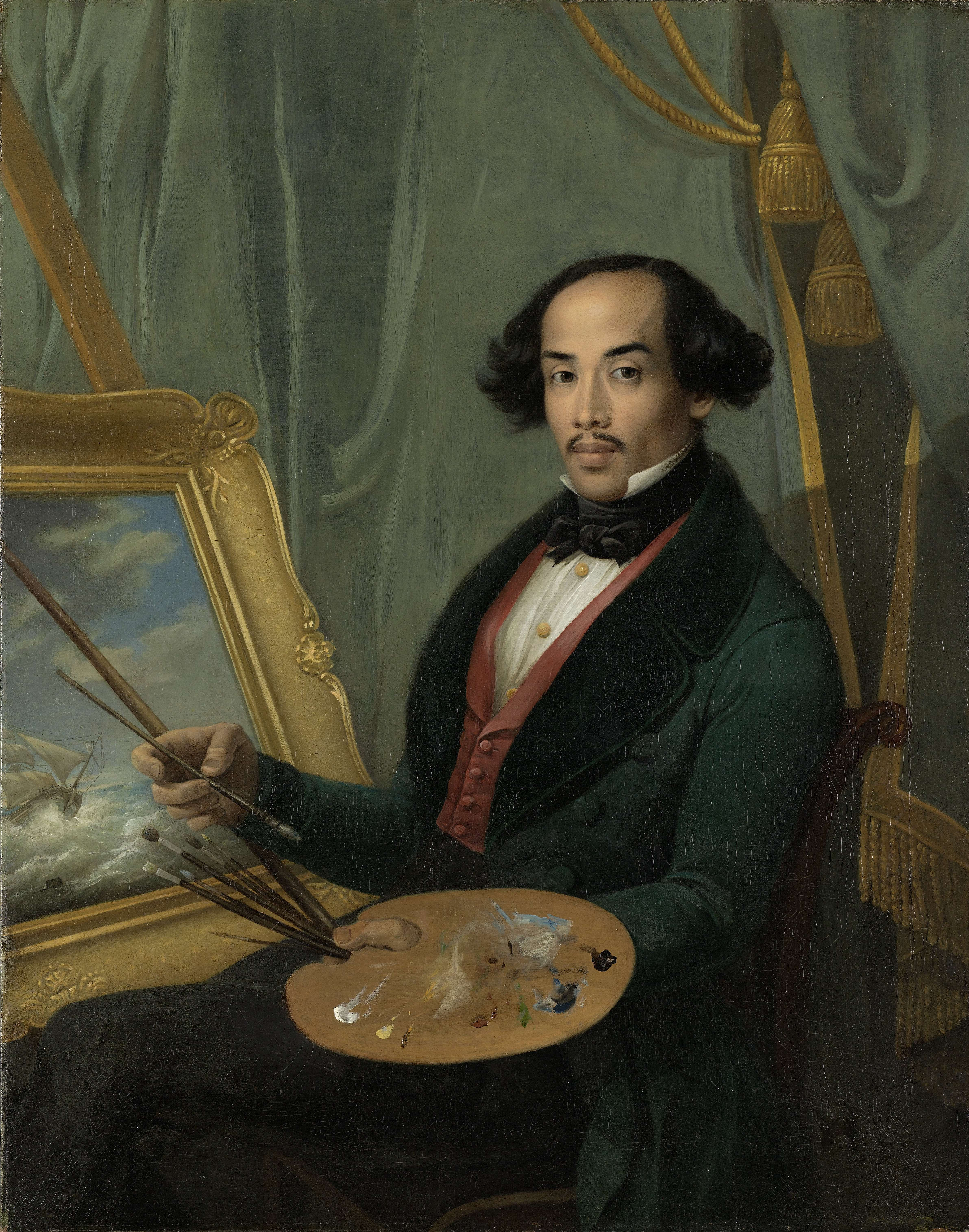
Raden Saleh (c. 1840), acreditado a Friedrich Carl Albert Schreuel.

Raden Saleh Sjarif Boestaman (Semarang, 1811-Bogor, 23 de abril de 1880) fue un pintor indonesio de ascendencia árabe y javanesa. Pionero en el arte moderno indonesio, es considerado como el primer artista moderno de Indonesia (en ese entonces Indias Orientales Neerlandesas), y sus pinturas correspondían con el romanticismo del siglo xix, que fue muy popular en Europa en ese momento. También expresó sus raíces culturales y la inventiva en su obra.

## Biografía

### Comienzos
Nacido en una familia noble hadhrami, era nieto del sayyid Abdullá Bustamán por parte de su madre. Su padre era el sayyid Husen bin bin Alwi Awal bin Yahya, un indonesio de origen árabe.

### Viaje a Europa
El joven Saleh fue educado por primera vez en Bogor por el artista belga A. J. Payen. Él reconoció el talento de su pupilo, y persuadió al gobierno colonial de los Países Bajos para enviar Saleh a Holanda para estudiar arte. Llegó a Europa en 1829 y comenzó a estudiar bajo Cornelius Kruseman y Andries Schelfhout.
Fue a partir de Kruseman que Saleh estudió sus habilidades en el retrato, y más tarde fue aceptado en varias cortes europeas donde fue asignado a hacerlos. Mientras tanto en Europa, en 1836, Saleh se convirtió en el primer indígena indonesio en ser iniciado en masonería. A partir de 1839, pasó cinco años en la corte de Ernesot I, gran duque de Sajonia-Coburgo-Gotha, que se convirtió en su importante mecenas.
Con Schelfhout, Saleh amplió sus habilidades como pintor de paisajes. Visitó varias ciudades europeas, así como Argel. En La Haya, un domador de leones le permitió estudiar su león, y así pudo ilustrar su pintura de peleas de animales más famosa, que posteriormente llevó a la fama al artista. Muchas de sus pinturas fueron expuestas en el Rijksmuseum de Ámsterdam. Varios de sus cuadros fueron destruidos cuando el pabellón colonial holandés en París fue quemado en 1931.

### Indias Orientales Neerlandesas

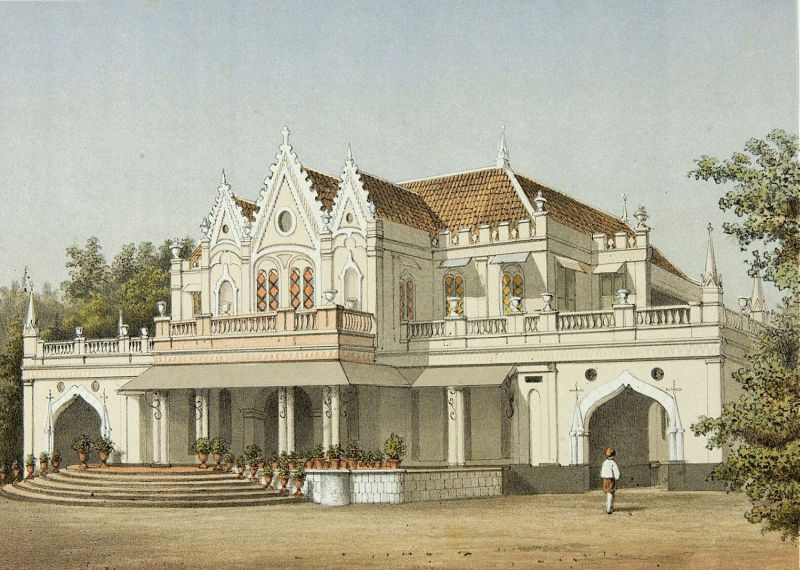
Casa de Raden Saleh en Cikini.

Regresó a las Indias Orientales Neerlandesas en 1852, después de haber vivido en Europa casi 20 años. Trabajó como curador de la colección de arte colonial del gobierno y continuó pintando retratos de la aristocracia javanesa, y muchas más pinturas de paisajes. Al volver a Java, expresó su inquietud de vida en las colonias, afirmando que «aquí, la gente solo habla de café y azúcar, luego azúcar y café otra vez» en una de sus cartas.
Al regresar, Saleh construyó una casa en Cikini, idealizada en el Castillo de Callenberg donde pasó durante sus viajes por Europa (c. 1844). Rodeado de amplios jardines, la mayoría de ellos convertidos en jardines públicos en 1862, y fue clausurado en el cambio de siglo. En 1960, el edificio Taman Ismail Marzuki fue construido en los antiguos jardines. La casa en sí todavía se utiliza hoy en día como un hospital.
Se casó con una joven aristócrata del sultanato de Yogyakarta, Raden Ayu Danudirdja, en 1867, y posteriormente se trasladaron a Bogor en donde alquilaron una casa cerca de los Jardines Botánicos de Bogor con una vista del monte Salak. Más tarde se llevó a su esposa de viaje a Europa, y estuvieron en los Países Bajos, Francia, Alemania e Italia. No obstante, su esposa contrajo una enfermedad mientras estaban en París, enfermedad que no se sabe con seguridad, y fue tan grave que inmediatamente regresaron a Bogor. Ella murió el 31 de julio de 1880, tres meses después del deceso de su marido.

### Muerte
La mañana del viernes 23 de abril de 1880, cayó repentinamente enfermo. Afirmó que fue envenenado por uno de sus siervos, pero un posterior examen mostró que su flujo sanguíneo se interrumpió debido a un coágulo cerca de su corazón. Fue enterrado dos días después en Kampung Empang, Bogor. Como se informó en el periódico javanés Bode, del 28 de abril de 1880, su funeral «contó con la presencia de varios terratenientes y funcionarios holandeses, e incluso por los estudiantes curiosos de la cercana escuela».

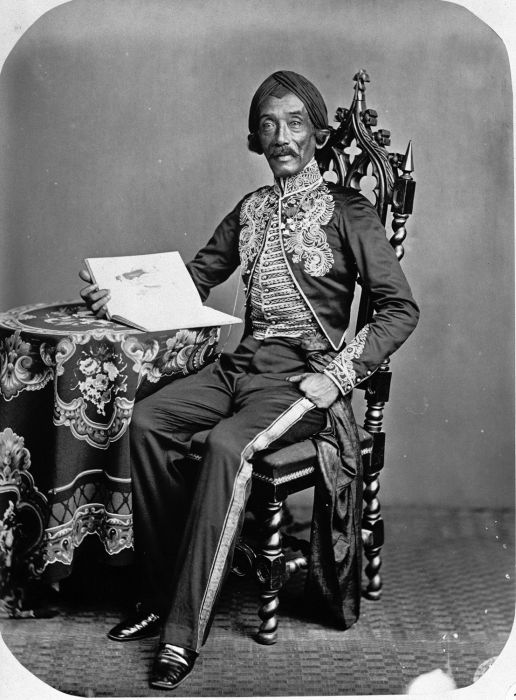
Saleh en 1872.

## Pinturas
Durante su estancia en París, se reunió con Horace Vernet cuya pintura frecuentemente tomaba temas de la fauna africana. En comparación con Vernet, la pintura de Saleh parecía estar más influenciada por el pintor romántico Eugène Delacroix. Esto se veía en una de obra de Saleh, La caza del león (1840), que tiene una composición similar a La Libertad guiando al pueblo de Delacroix. Sin embargo, Werner Kraus, investigador en el Centro de Arte del Sudeste Asiático de Passau (Alemania), dijo que Saleh «nunca mencionó a Delacroix. Tal vez vio Delacroix, y posiblemente Vernet, trabajando durante una exhibición».

### El arresto de Pangeran Diponegoro

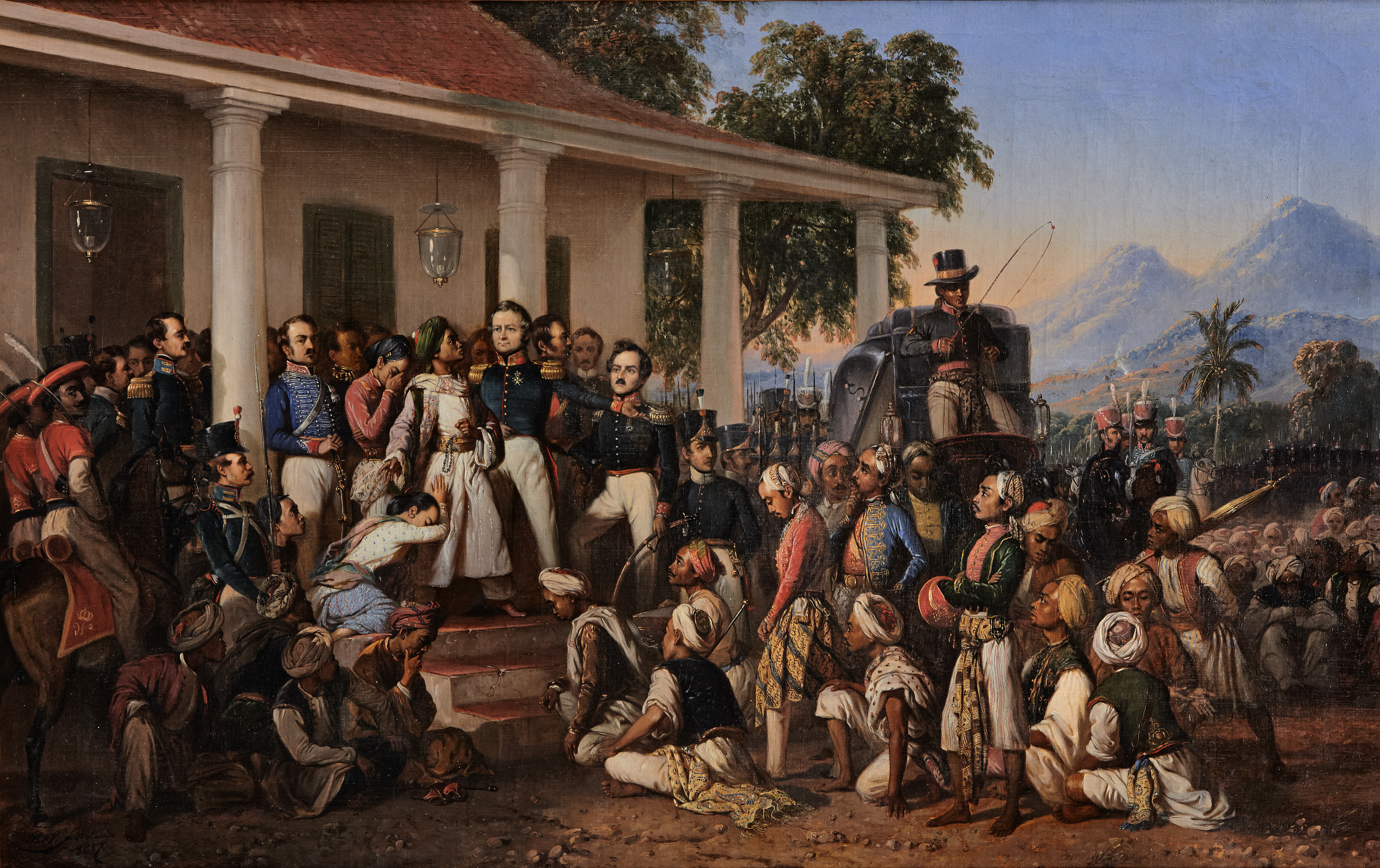
El arresto de Pangeran Diponegoro (1857), por Raden Saleh. Museo del Palacio de Merdeka en Yakarta.

Raden Saleh es especialmente recordado por su pintura histórica, El arresto de Pangeran Diponegoro, que representa la traición del gobierno colonial al rebelde príncipe Diponegoro, poniendo así fin a la Guerra de Java en 1830. El príncipe fue engañado en la custodia holandesa al entrar cerca de Magelang, creyendo que él estaba allí para las negociaciones de un posible alto el fuego. Fue capturado mediante traición y luego deportado.
El evento había sido previamente ilustrado por un pintor holandés Nicolaas Pieneman y encargado por el teniente general Hendrik Merkus de Kock. Se cree que Saleh vio esta pintura durante su estancia en Europa. Hizo cambios significativos en su versión de la pintura: Pieneman pintó la escena a la derecha y Saleh desde la izquierda. Pieneman representa a Diponegoro con expresión de resignación, mientras que Saleh parece que lo muestra ultrajado. Pieneman nombró a su pintura La rendición del príncipe Diponegoro, mientras Saleh la llamó El arresto de Pangeran Diponegoro. Se sabe que Saleh pintó deliberadamente a los captores holandeses de Diponegoro con grandes cabezas para hacerlas parecer monstruosas, en contraste a los javaneses más proporcionalmente representados.
El trabajo de Raden Saleh ha sido considerado como un símbolo del incipiente nacionalismo en lo que entonces eran las Indias Orientales Neerlandesas. Esto también puede ser visto la representación de los hombres de Diponegoro. Pieneman nunca había estado en las Indias, y por eso son representado de una manera más árabe. La versión de Saleh tiene una representación más exacta de la ropa nativa javanesa, con algunas personajes llevando batik y blangkon.
Saleh terminó esta pintura en 1857 y la presentó a Guillermo III en La Haya. Fue devuelta a Indonesia en 1978 como parte de un acuerdo cultural entre los dos países en 1969, respecto a la devolución de objetos culturales entregados, hipotecados, o intercambiados a los holandeses en las épocas anteriores. Sin embargo, la pintura no cayó en ninguna de las categoría debido Saleh la presentó al Rey de los Países Bajos y nunca estuvo en posesión de Indonesia. Regresó como un regalo del Palacio Real de Ámsterdam, y actualmente se exhibe en el museo del Palacio de Merdeka en Yakarta.

## Galería

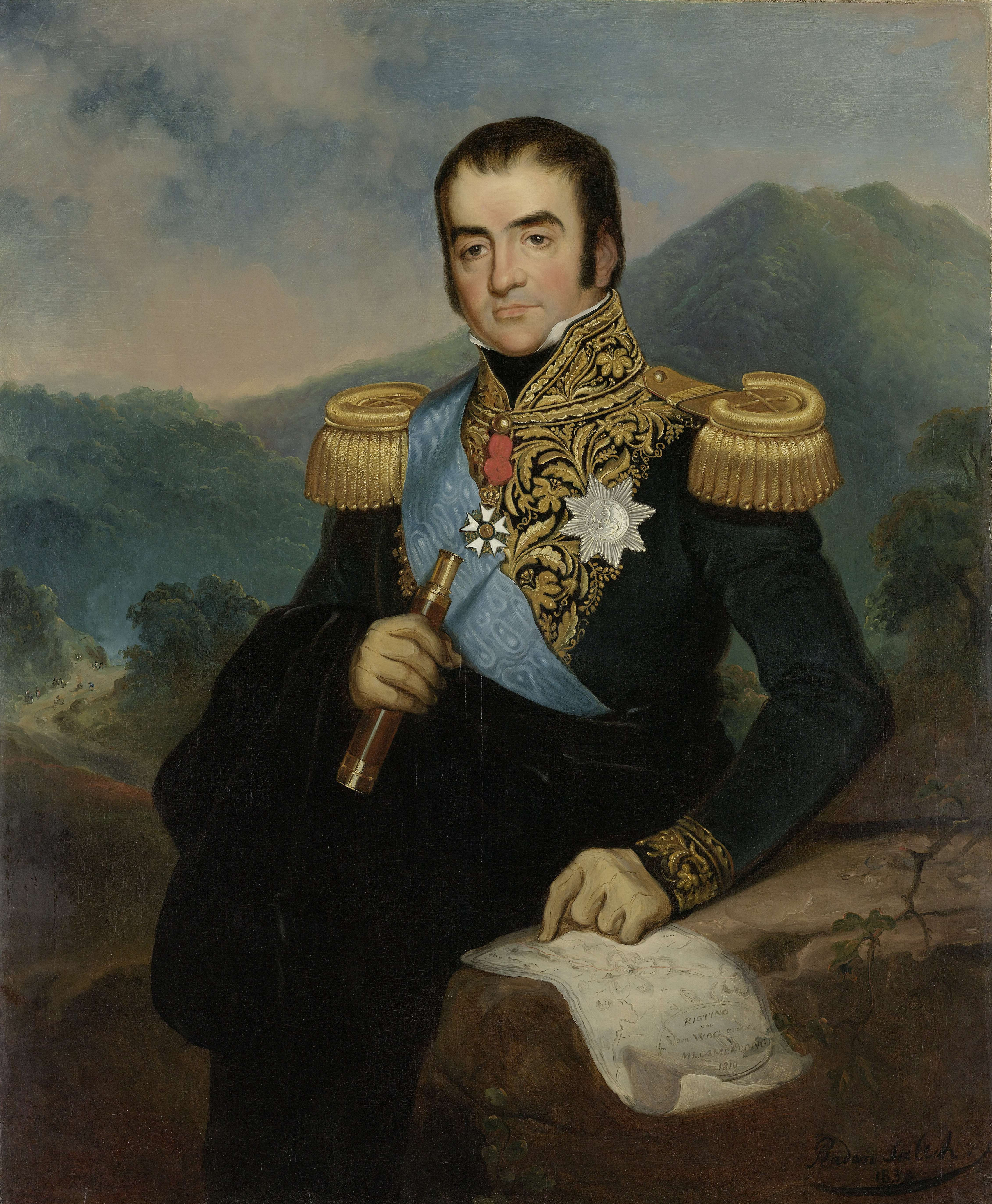
Retrato de Herman Willem Daendels (1838).
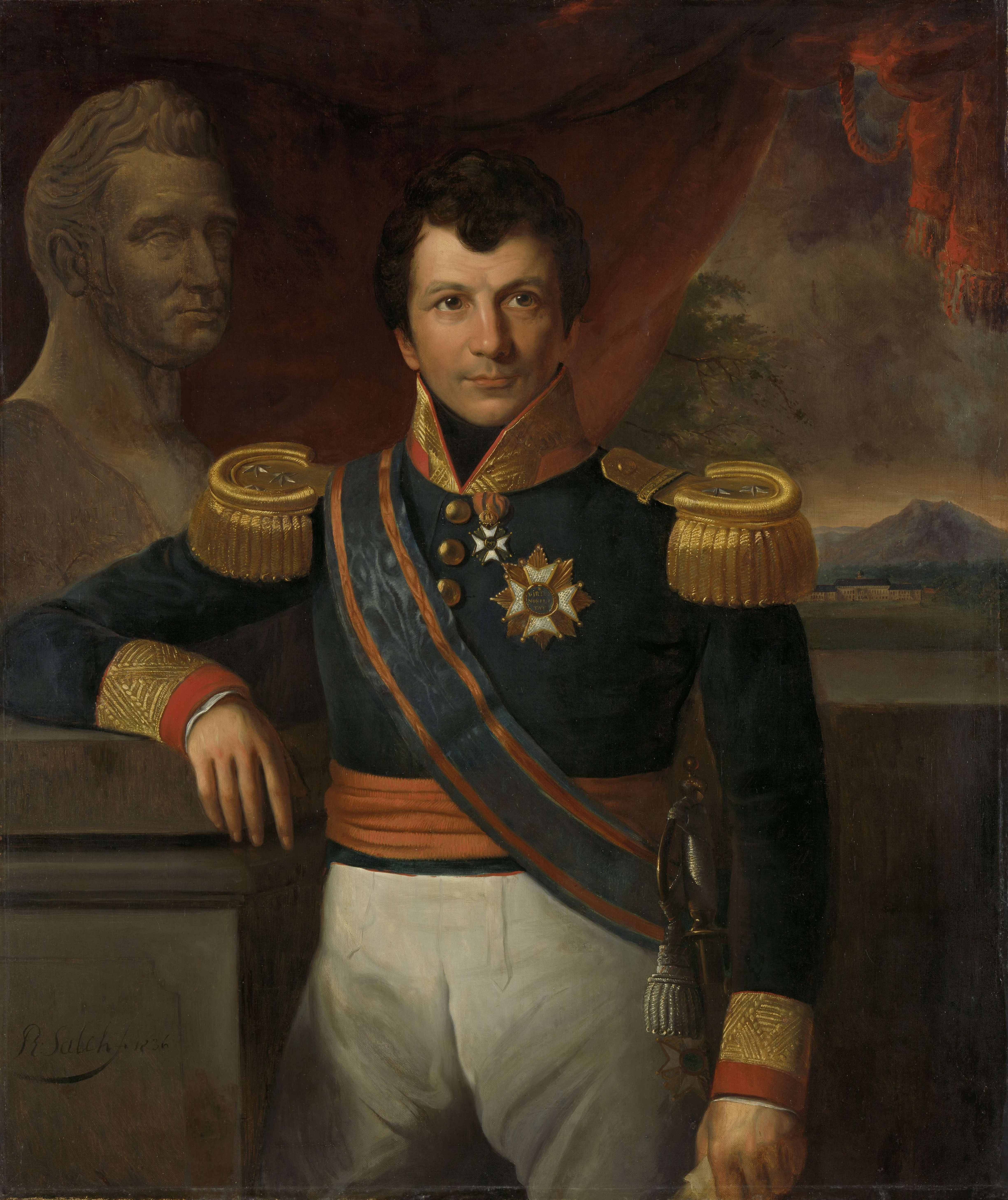
Retrato de Van den Bosch (1836). Rijksmuseum, Ámsterdam.
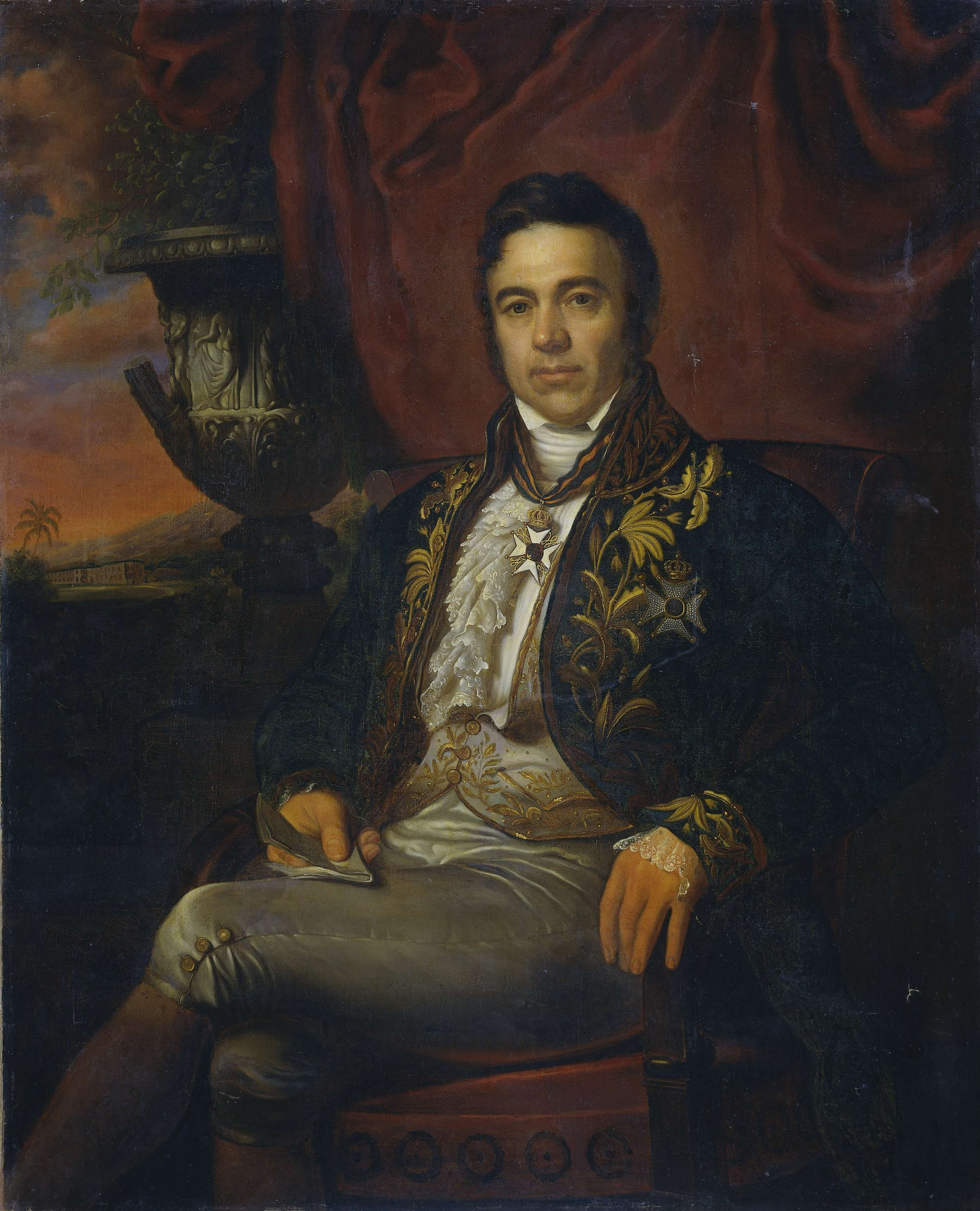
Retrato de Jean Chrétien Baud (1835).
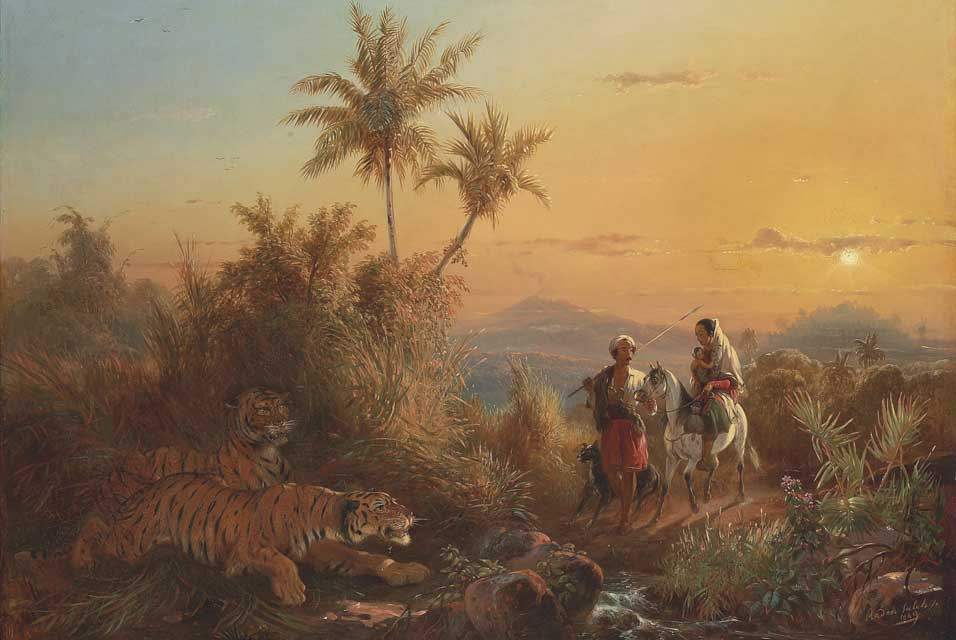
Paisaje javanés, con tigres escuchando el sonido de un grupo de viajeros (1849).
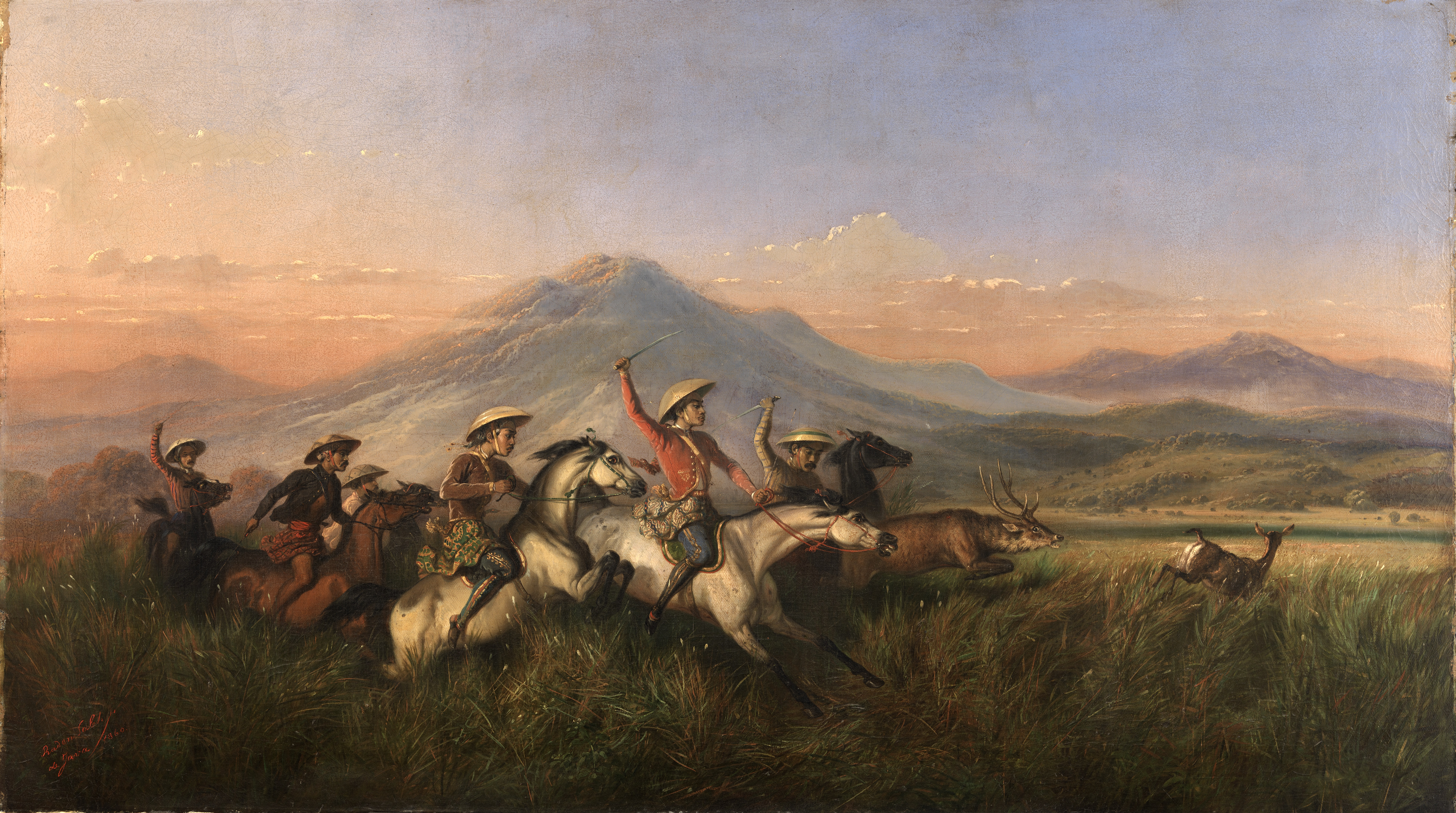
Seis jinetes persiguiendo ciervos (1860).
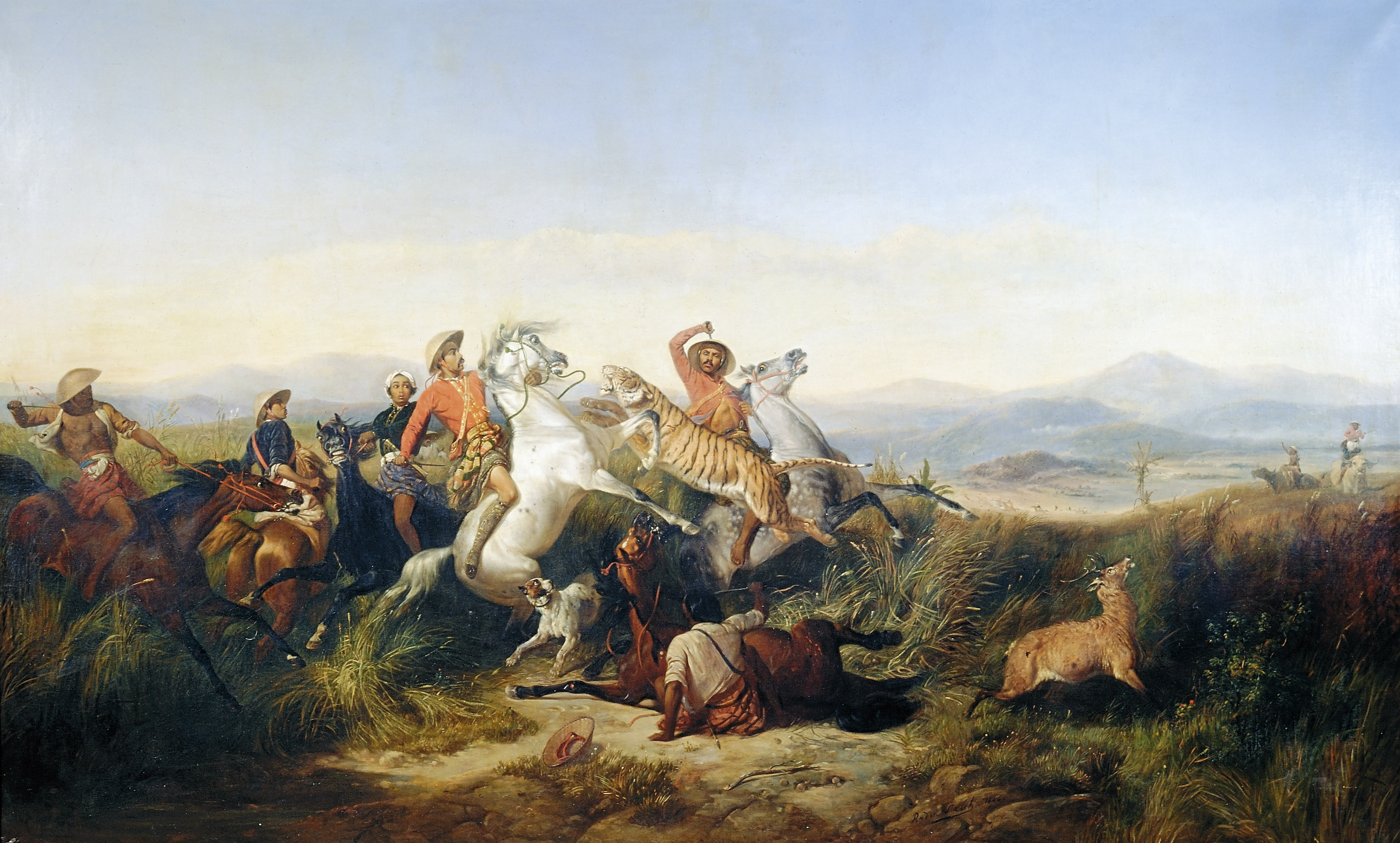
Cacería de ciervos (1846). Museo Mesdag, La Haya.
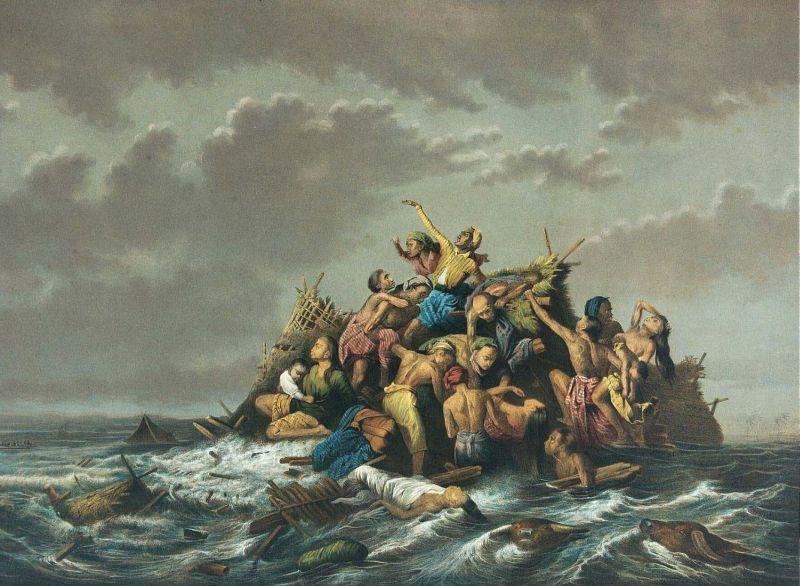
Una inundación en Java (1865-1875).
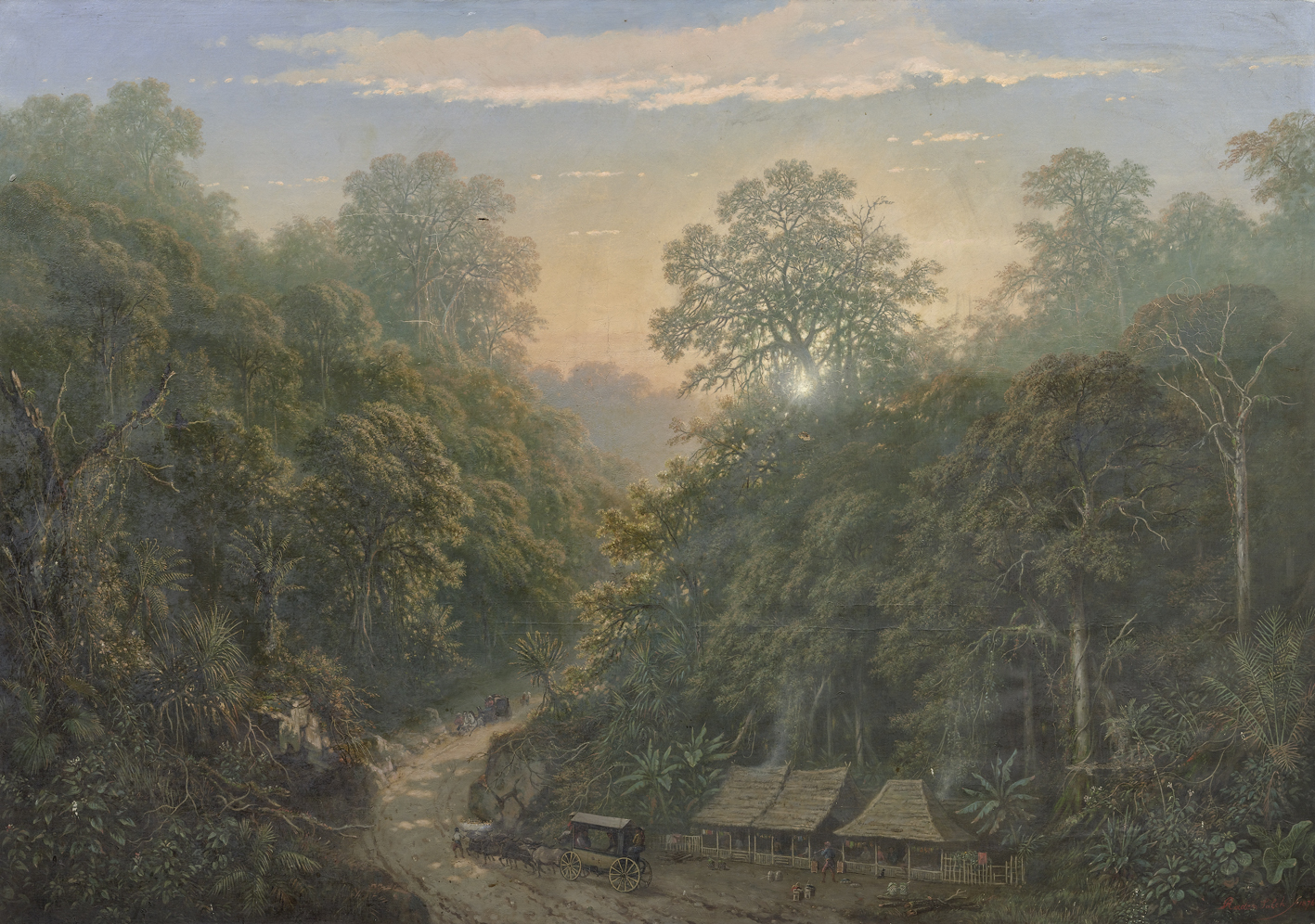
Estación de Correo javanesa (1876).
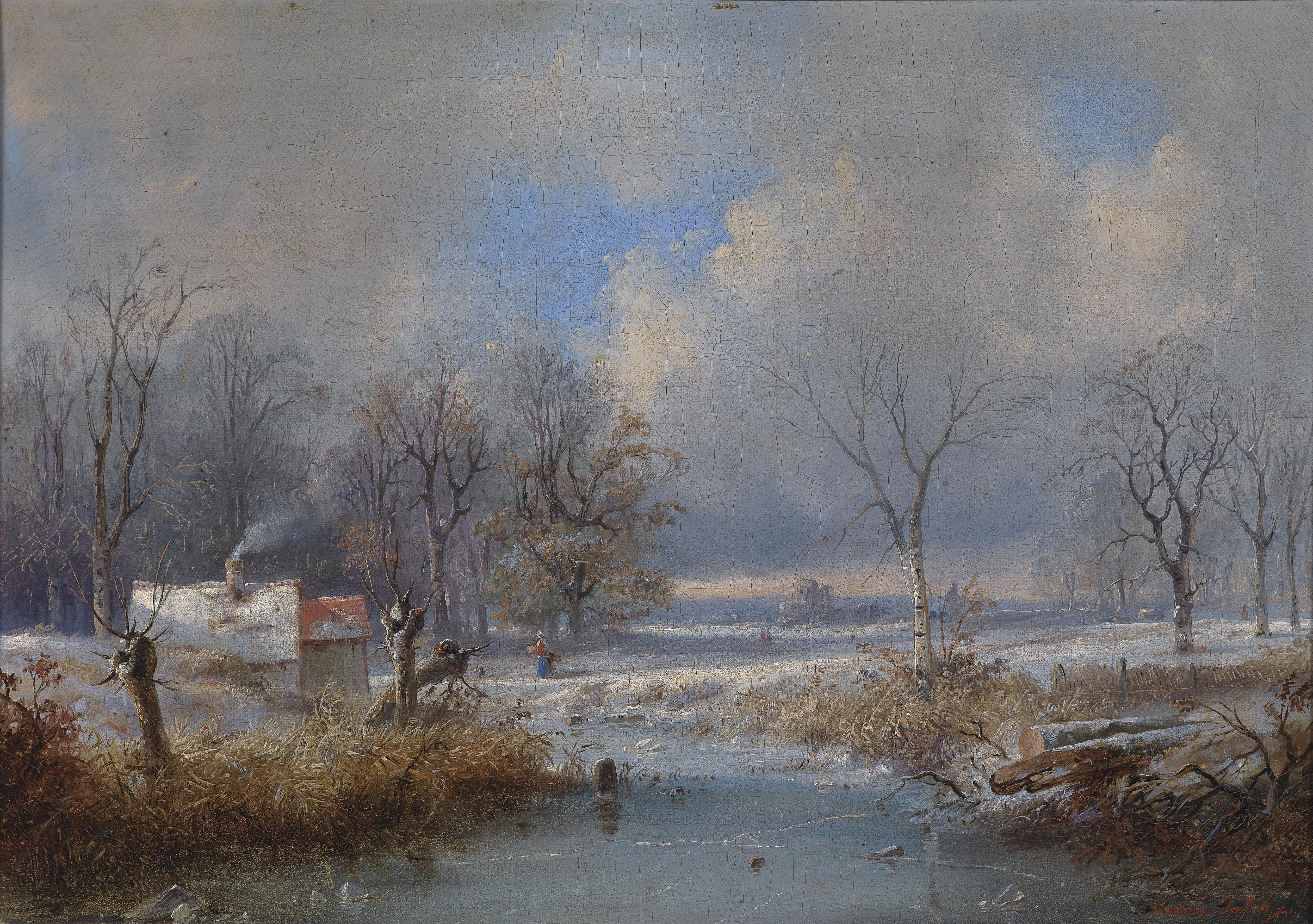
Paisaje de invierno (1830).
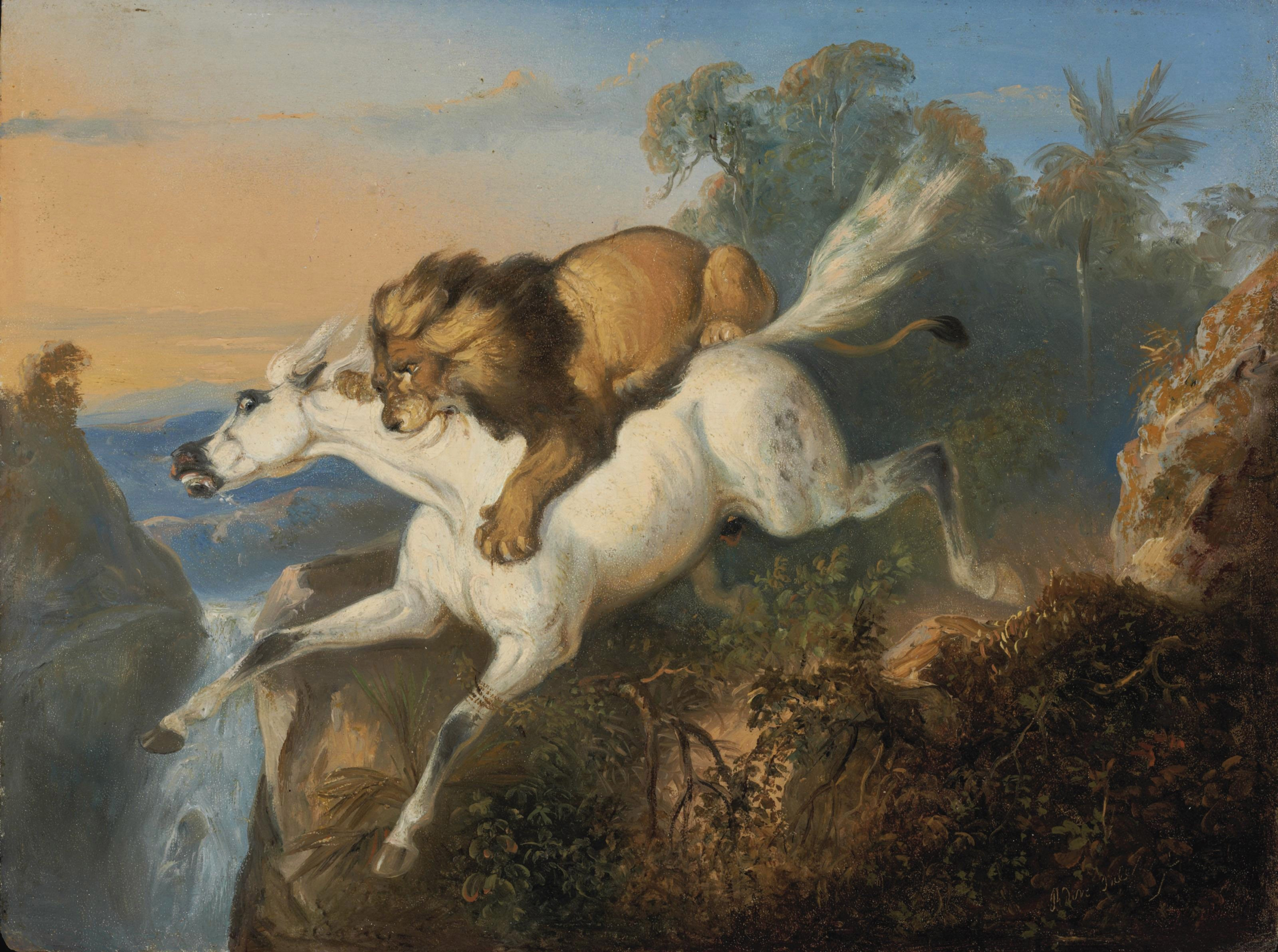
León atacando a un caballo.
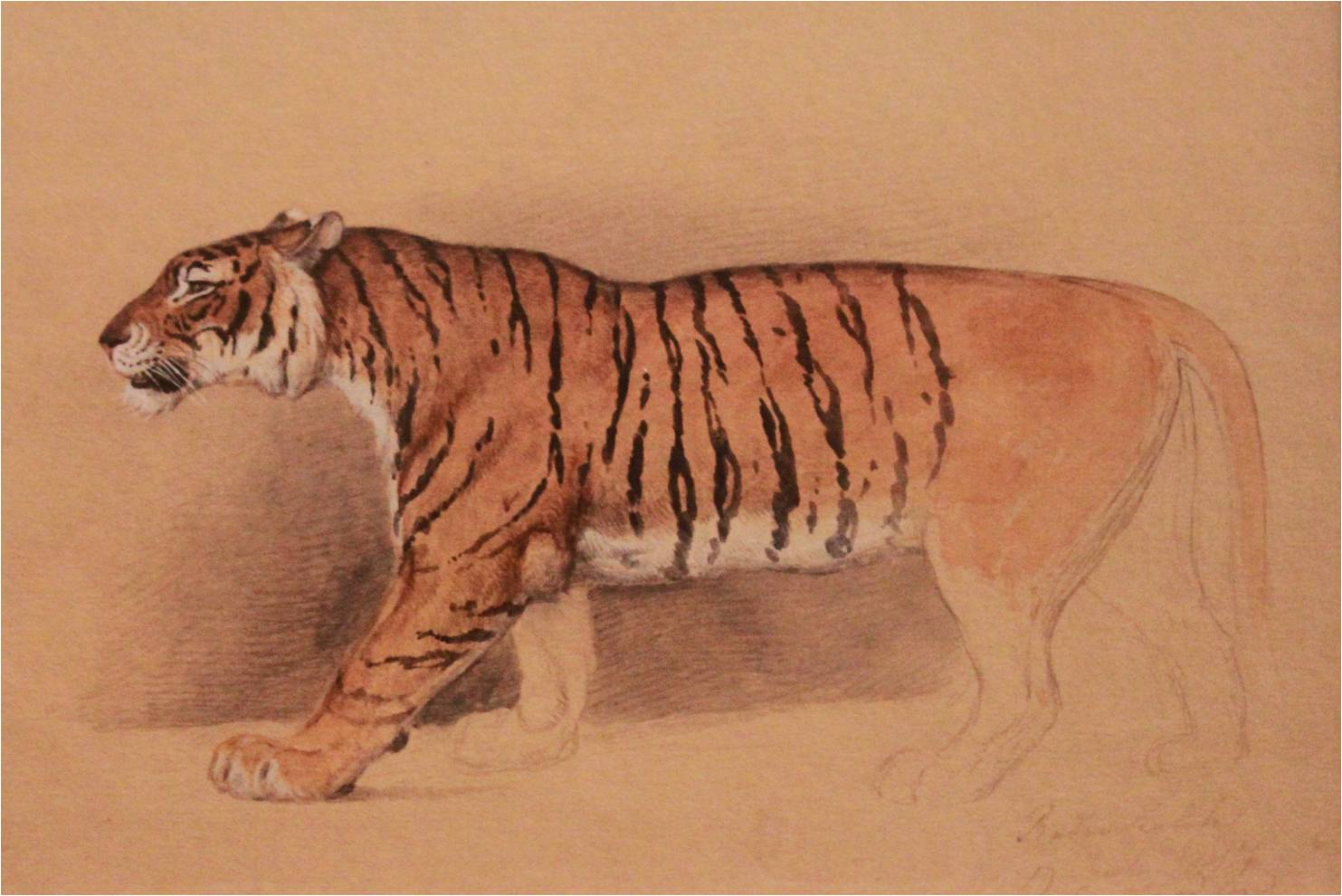
Estudio en acuarela de un tigre caminando
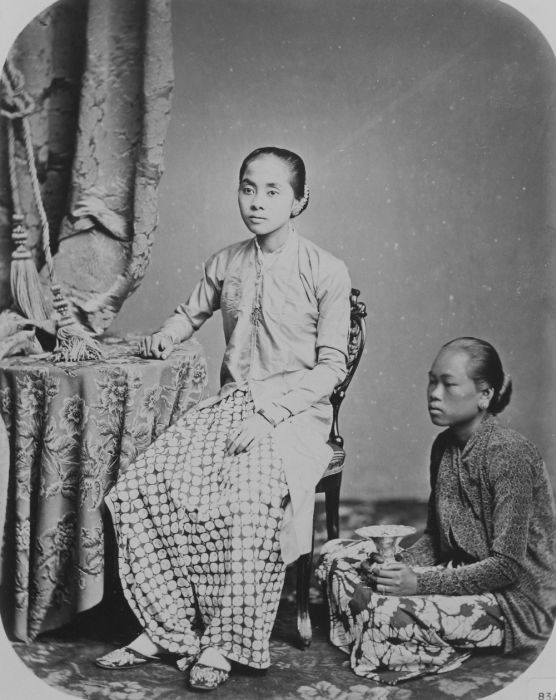
Fotografía del estudio de Raden Ayu Danudirdja con su sirviente (1860).
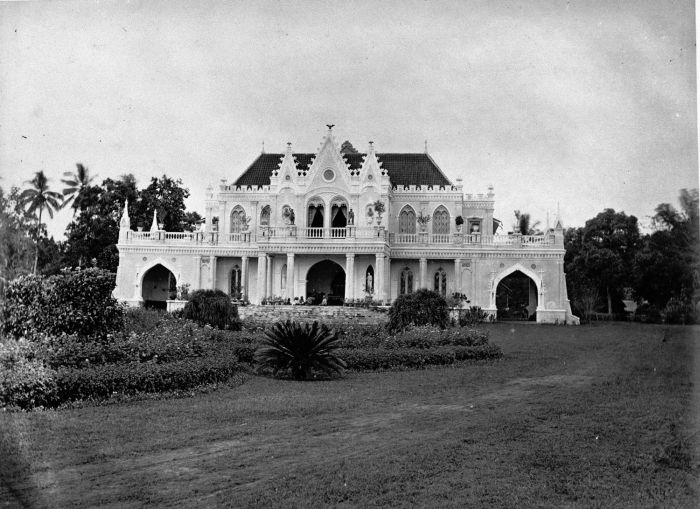
Fotografía del hogar de Raden Saleh en Cikini.